# Siergiej Taniejew
Siergiej Iwanowicz Taniejew (ros. Сергей Иванович Танеев, ur. 13 listopada?/25 listopada 1856 we Włodzimierzu, zm. 6 czerwca?/19 czerwca 1915 w Zwienigorodzie) – rosyjski kompozytor, pianista i pedagog.

## Życiorys
Był uczniem Piotra Czajkowskiego i Nikołaja Rubinsteina w Konserwatorium Moskiewskim, dyplom uzyskał w 1875. Był pianistą-wirtuozem, koncertował w Rosji, we Włoszech i we Francji.
Od 1877 wykładał w Konserwatorium w Moskwie, początkowo teorię muzyki i instrumentację, później również grę fortepianową i kompozycję. W 1885 został dyrektorem tego Konserwatorium.

## Twórczość
W swoich utworach nawiązywał do muzyki Czajkowskiego. Jego kompozycje były osadzone w stylistyce późnego romantyzmu.
Autor muzyki symfonicznej, kameralnej i wokalnej. Skomponował trylogię operową (Oresteja według Ajschylosa). Napisał również wysoko oceniany podręcznik kontrapunktu. Uczeń Piotra Czajkowskiego i Nikołaja Rubinsteina. Napisał pracę teoretyczną o kontrapunkcie staroklasycznym.

## Wybrane kompozycje
Muzyka orkiestrowa
I Symfonia e-moll (1874)
II Symfonia B-dur (1875–1878) – ukończona przez W.M. Błoka w 1977 roku
III Symfonia d-moll (1884)
IV Symfonia c-moll Op. 12 (1898)
Suite de concert Op. 28 na skrzypce solo i orkiestrę (1909)
Oresteja Op. 6, uwertura (1889)
Muzyka kameralna
I Kwartet smyczkowy b-moll Op. 4
II Kwartet smyczkowy C-dur Op. 5
III Kwartet smyczkowy d-moll Op. 7
IV Kwartet smyczkowy a-moll Op. 11
V Kwartet smyczkowy A-dur Op. 3
VI Kwartet smyczkowy B-dur Op. 19
VII Kwartet smyczkowy Es-dur
VIII Kwartet smyczkowy C-dur
IX Kwartet smyczkowy A-dur
Sonata skrzypcowa a-moll (1911)
Kwintet fortepianowy (1911)
Kantaty
Jan z Damaszku Op. 1 (1884)
По прочтении псалма (Po procztenii psalma) Op. 36 (1915)